# Landesstudio Tübingen

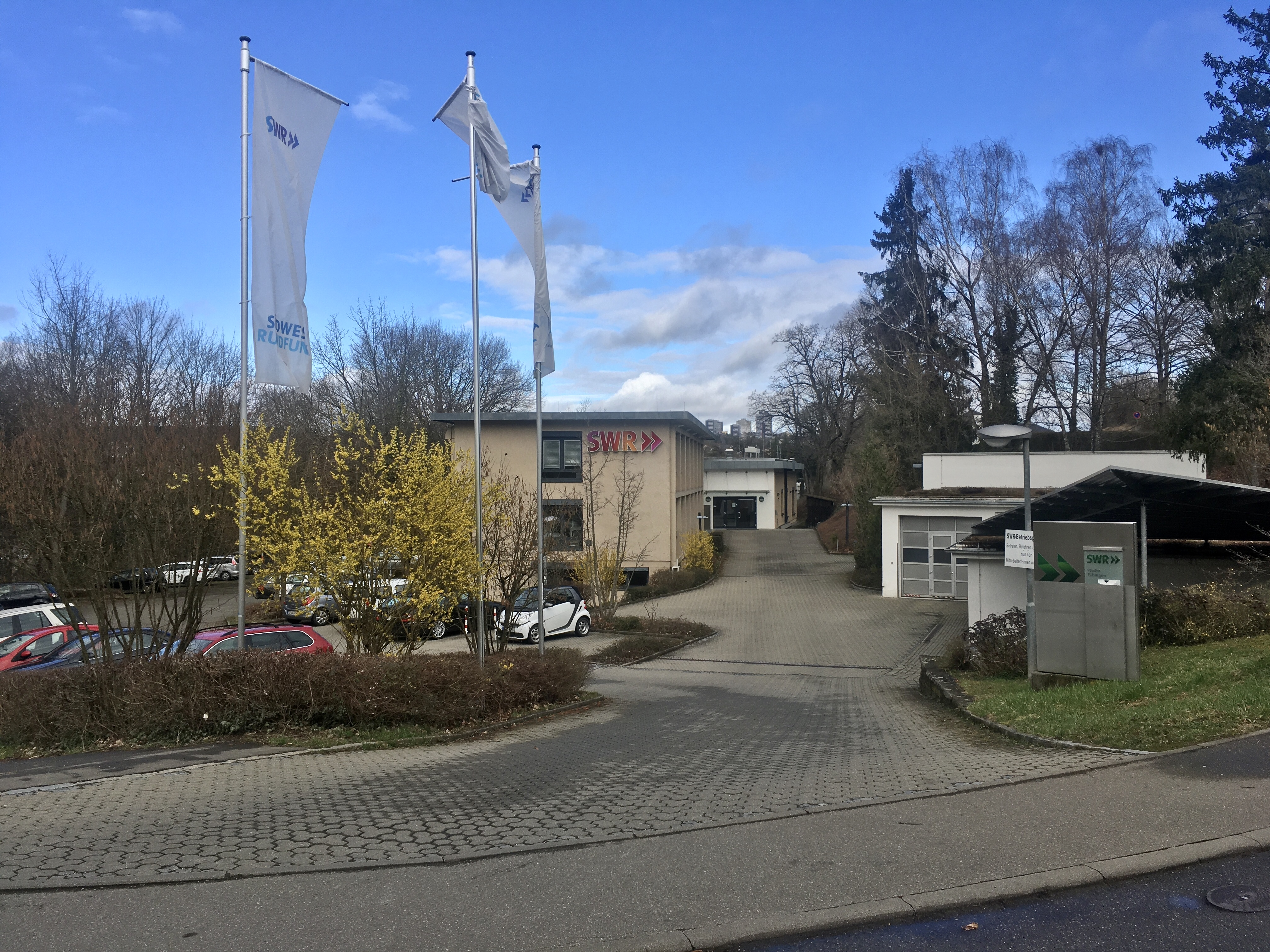
SWR Studio Tübingen

Das SWR Studio Tübingen (früher: Landesstudio Tübingen) ist das Regionalstudio des Südwestrundfunks für die Region Neckar-Alb. Das Studio befindet sich auf dem Tübinger Österberg. Das Berichterstattungsgebiet umfasst die Landkreise Reutlingen, Tübingen, Zollernalb, Tuttlingen und Freudenstadt sowie einen südlichen Teil des Landkreises Calw und den nördlichen Teil des Landkreises Sigmaringen. Studioleiter ist Marcel Wagner.

## Geschichte

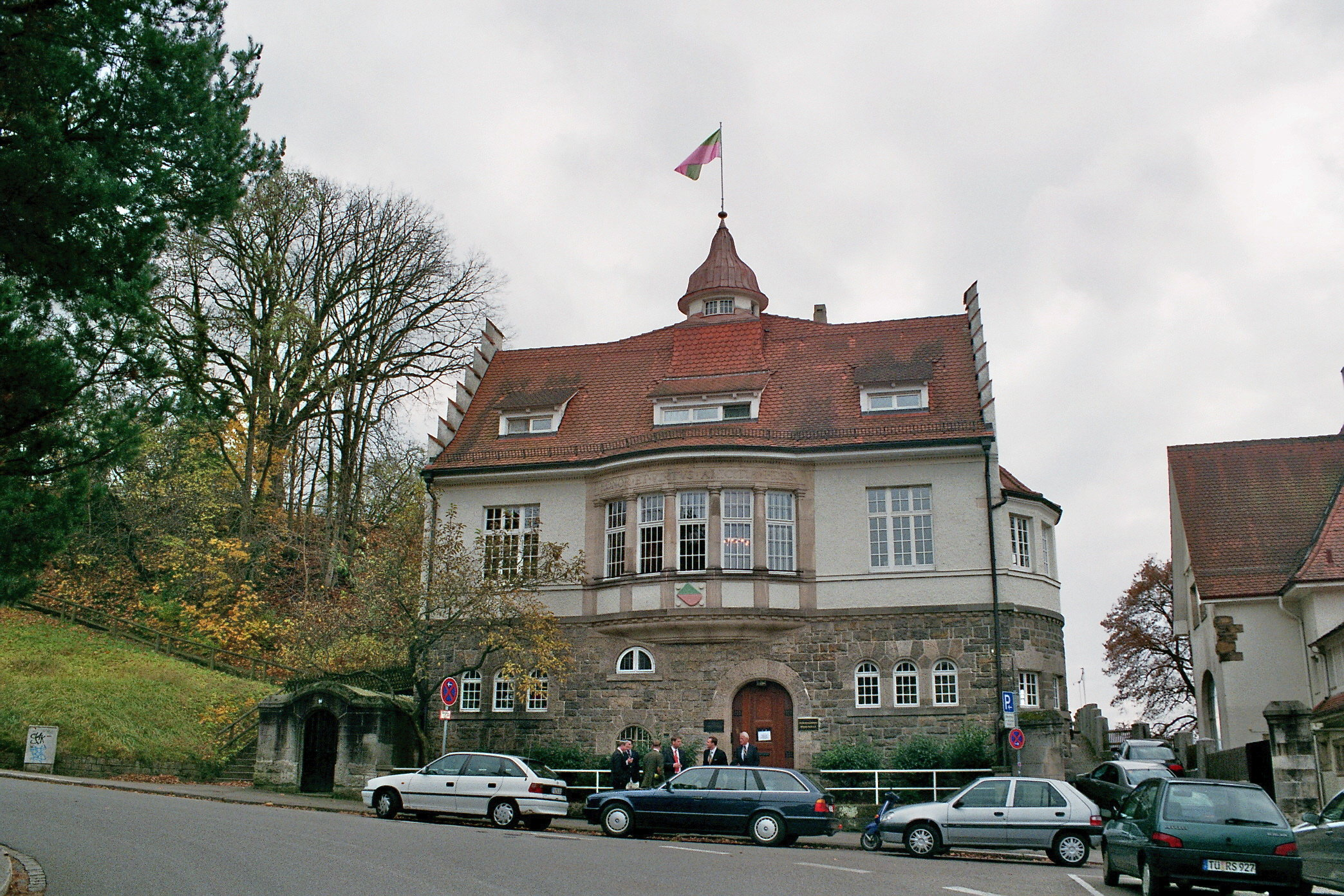
Haus Franconia in Tübingen: erster Standort des Landesstudios Tübingen

Am 24. Juli 1950 ging das Landesstudio Tübingen in der damaligen Hauptstadt von Württemberg-Hohenzollern erstmals auf Sendung und gehörte zum Südwestfunk (Französische Zone). Zunächst eröffnete der SWF im Haus der Studentenverbindung Corps Franconia Tübingen auf dem Österberg ein Hörfunkstudio. Als »Brückenkopf« zur Landespolitik hatte es eine wichtige Funktion. Bereits 1948 hatte die damalige Staatsregierung des Landes Württemberg-Hohenzollern die Gründung eines Landesstudios in Tübingen gefordert. Nach der Fusion von SWF und SDR zum SWR änderten sich die regionalen Zuständigkeiten.

## Betrieb heute
Heute hat das SWR Studio rund 60 Mitarbeiter in Redaktion und Technik. Die produzieren die Regionalnachrichten im Programm von SWR4-Baden Württemberg für die Region rund um Tübingen, ebenso wie aktuelle Beiträge aus der Region in den Radiowellen des SWR, den Sendungen des SWR Fernsehens und den Onlineseiten und Socialmedia-Angeboten des SWR. Eigene Veranstaltungen sind „Live auf dem Österberg“, „Jazz im Studio“ und in Zusammenarbeit mit der Universität Tübingen, die Tübinger Mediendozentur.
Neben dem Studio in Tübingen wird ein Korrespondentenbüro in Albstadt betreut, das die Region bis Sigmaringen redaktionell abdeckt.
Im Juli 2025 wird das SWR Studio Tübingen in einen Neubau umziehen, der auf dem Gelände des aktuellen Studios entstanden ist und den Anforderungen der multimedialen Berichterstattung Rechnung trägt.

### Redaktion
- Heute umfasst das SWR Studio Tübingen eine aktuelle, multimediale Redaktion, die alle Ausspielwege des SWR und der ARD versorgt. Redaktionsleiterin ist Sandra Müller

#### Frühere Redaktionsstruktur
- Aktuelle Redaktion: Zuständig ehemals für Regionalnachrichten, Magazine (12.30 / 16 Uhr) und die Frühsendung (Mo.–Sa. 6–9 Uhr).
- Kulturredaktion: Arbeitete aktuell aus den Bereichen Theater und Kleinkunst. Gesendet wurde in SWR2 und SWR4.
- Fernsehredaktion: Berichtete ehemals für „Baden-Württemberg Aktuell“ oder die „Landesschau BW“, bei überregionalen Ereignissen auch für die ARD.
- Programm Promotion: kümmerte sich um Marketing und Öffentlichkeitsarbeit vor Ort.

### Tübinger Mediendozentur
Die Tübinger Mediendozentur wurde 2003 von der Universität Tübingen und dem SWR Studio Tübingen ins Leben gerufen mit dem Ziel, den journalistischen Nachwuchs zu fördern und die Kontakte zwischen dem SWR und der Hochschule zu vertiefen. Neben Gastvorträgen prominenter Medienvertreter wird im Rahmen dieser Kooperation auch ein Workshop für Studierende des Masterstudiengangs Medienwissenschaft angeboten, der gemeinsam von der Universität und dem SWR Studio Tübingen konzipiert wurde.

## Programme
- SWR4 Radio Tübingen
- SWR4 Regionalnachrichten Tübingen

Darüber hinaus liefert das SWR Studio Tübingen Themen und Beiträge für das Gesamtprogramm von SWR und ARD in Radio, Fernsehen und Internet zu.